# Leonardo Da Silva Lopes
Leonardo Da Silva Lopes, né le 30 novembre 1998 à Lisbonne au Portugal, est un footballeur portugais qui joue au poste de milieu relayeur à La Gantoise.

## Biographie

### En club
Leonardo Da Silva Lopes est formé au Peterborough United. Il joue son premier match en professionnel avec ce club, le 25 avril 2015, lors d'une rencontre de League One contre Crawley Town. Il est titularisé et son équipe s'impose par quatre buts à trois.
Le 5 juin 2018 est annoncé le transfert de Leonardo Da Silva Lopes au Wigan Athletic. Le 31 janvier 2019 il est prêté au Gillingham FC, en League One, pour la deuxième partie de la saison 2018-2019.
Le 8 août 2019 Leonardo Da Silva Lopes s'engage pour trois ans à Hull City.
Le 10 septembre 2020, Leonardo Lopes rejoint le Cercle Bruges, signant un contrat de quatre ans,.

### En sélection
Leonardo Da Silva Lopes compte une sélection avec l'équipe du Portugal des moins de 20 ans, obtenue le 22 mars 2018 face à l'Allemagne. Son équipe s'incline par un but à zéro ce jour-là.

## Statistiques
| Saison                | Club                  | Championnat           | Championnat | Championnat | Coupe nationale | Coupe nationale | Coupe de la Ligue | Coupe de la Ligue | Compétition(s) continentale(s) | Compétition(s) continentale(s) | Compétition(s) continentale(s) | Autres | Autres | Total | Total |
| Saison                | Club                  | Division              | M.          | B.          | M.              | B.              | M.                | B.                | Comp.                          | M.                             | B.                             | M.     | B.     | M.    | B.    |
| 2014-2015             | Peterborough United   | League One            | 2           | 0           | -               | -               | -                 | -                 | -                              | -                              | -                              | -      | -      | 2     | 0     |
| 2015-2016             | Peterborough United   | League One            | 8           | 0           | -               | -               | -                 | -                 | -                              | -                              | -                              | -      | -      | 8     | 0     |
| 2016-2017             | Peterborough United   | League One            | 38          | 2           | 4               | 1               | 2                 | 1                 | -                              | -                              | -                              | 2      | 0      | 46    | 4     |
| 2017-2018             | Peterborough United   | League One            | 39          | 0           | 6               | 0               | 1                 | 0                 | -                              | -                              | -                              | 6      | 0      | 52    | 0     |
| Sous-total            | Sous-total            | Sous-total            | 87          | 2           | 10              | 1               | 3                 | 1                 | -                              | -                              | -                              | 8      | 0      | 108   | 4     |
| 2018-2019             | Wigan Athletic        | Championship          | 1           | 0           | 1               | 0               | 1                 | 0                 | -                              | -                              | -                              | -      | -      | 3     | 0     |
| 2018-2019             | Gillingham FC (prêt)  | League One            | 14          | 1           | -               | -               | -                 | -                 | -                              | -                              | -                              | -      | -      | 14    | 1     |
| Sous-total            | Sous-total            | Sous-total            | 15          | 1           | 1               | 0               | 1                 | 0                 | -                              | -                              | -                              | -      | -      | 17    | 1     |
| 2019-2020             | Hull City             | Championship          | 40          | 2           | 2               | 0               | 2                 | 0                 | -                              | -                              | -                              | -      | -      | 44    | 2     |
| Sous-total            | Sous-total            | Sous-total            | 40          | 2           | 2               | 0               | 2                 | 0                 | -                              | -                              | -                              | -      | -      | 44    | 2     |
| 2020-2021             | Cercle Bruges KSV     | Division 1A           | -           | -           | -               | -               | -                 | -                 | -                              | -                              | -                              | -      | -      | 0     | 0     |
| Sous-total            | Sous-total            | Sous-total            | -           | -           | -               | -               | -                 | -                 | -                              | -                              | -                              | -      | -      | 0     | 0     |
| Total sur la carrière | Total sur la carrière | Total sur la carrière | 142         | 5           | 13              | 1               | 6                 | 1                 | -                              | 0                              | 0                              | 8      | 0      | 169   | 7     |